# NLAW
El NLAW (en inglés: next generation light anti-tank weapon), también denominado MBT LAW o RB-57, es un misil antitanque fabricado por la empresa sueca Saab Bofors Dynamics junto a las empresas británicas BAE Systems y Thales Air Defence.

## Diseño
Es un lanzamisiles «dispara y olvida» de corto alcance de 12,5 kg de peso y 1,02 m de longitud. Su alcance es de hasta 600 m.

## Desarrollo
Su desarrollo, a cargo de Saab Bofors Dynamics con asistencia técnica de BAE Systems, comenzó en 1999. Las empresas BAE Systems y Thales Air Defence llevan a cabo la fabricación.

## Operadores
- Finlandia
  - Fuerzas Armadas de Finlandia.
- Reino Unido
  - Fuerzas Armadas británicas.
- Suecia

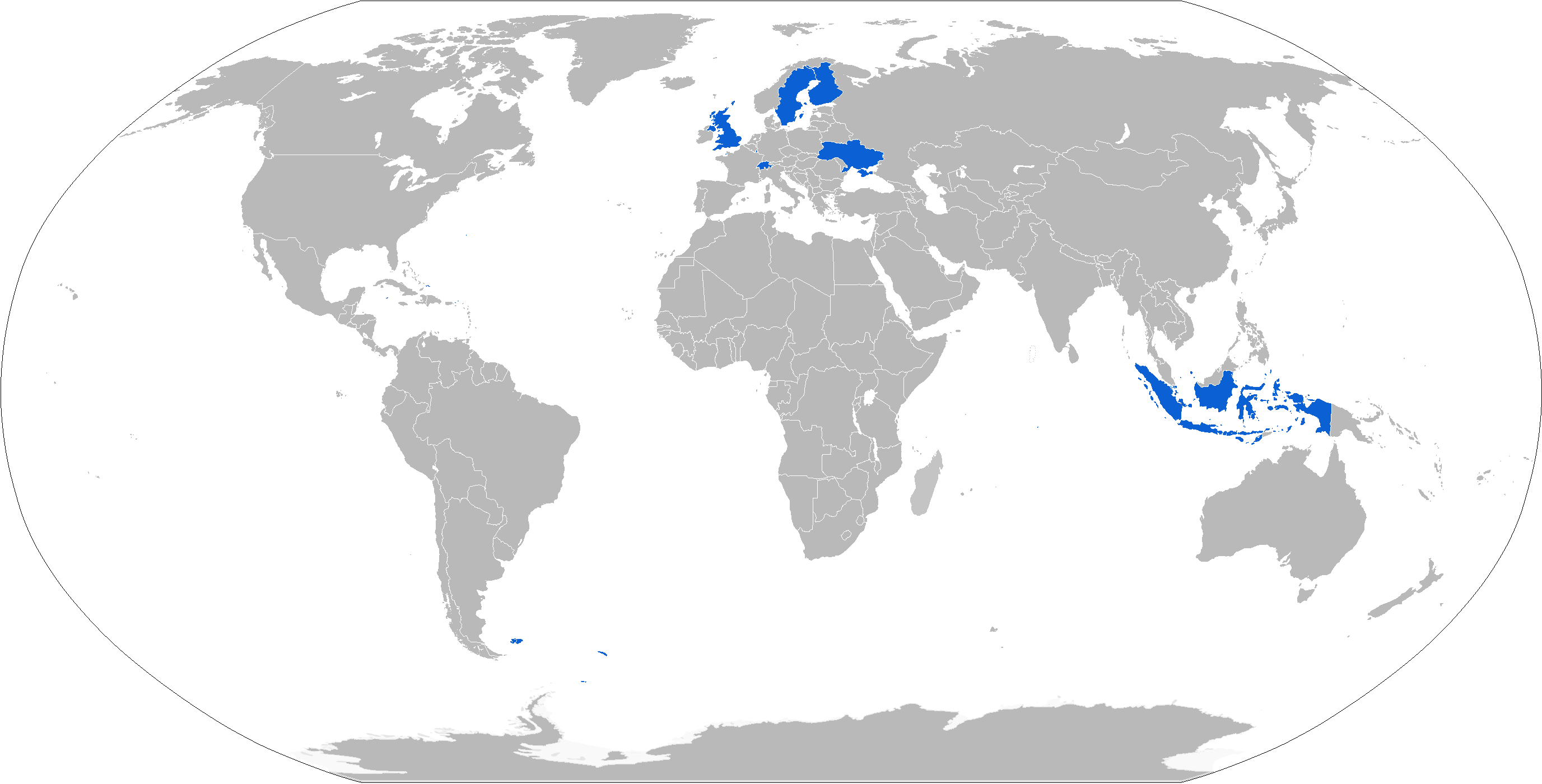
Operadores

  - Fuerzas Armadas de Suecia. Adquirido en 2009.[2]
- Ucrania
  - Fuerzas Armadas de Ucrania. Adquirido en 2022.[3]

## Historia operativa
En 2022, durante la invasión rusa de Ucrania, el gobierno británico suministró armas NLAW al ejército ucraniano para enfrentar al ejército ruso. Las tropas ucranianas reportaron bajas enemigas gracias al arma.